# Parasigara
Parasigara is een geslacht van wantsen uit de familie van de Corixidae (Duikerwantsen). Het geslacht werd voor het eerst wetenschappelijk beschreven door Poisson in 1957.

## Soorten
Het genus bevat de volgende soorten:

- Parasigara baetica Baena, 1985
- Parasigara favieri (Poisson, 1939)
- Parasigara infuscata (Rey, 1890)
- Parasigara perdubia (Rey, 1894)
- Parasigara rivularis Baena, 1997
- Parasigara transversa (Fieber, 1848)